# Musa rubinea
Musa rubinea là một loài thực vật có hoa trong họ Musaceae. Loài này được Häkkinen & C.H.Teo mô tả khoa học đầu tiên năm 2008.